# Cornelius Adler
Cornelius Adler (Braunschweig, 21 gennaio 1989) è un ex cestista tedesco.